# Pflaume

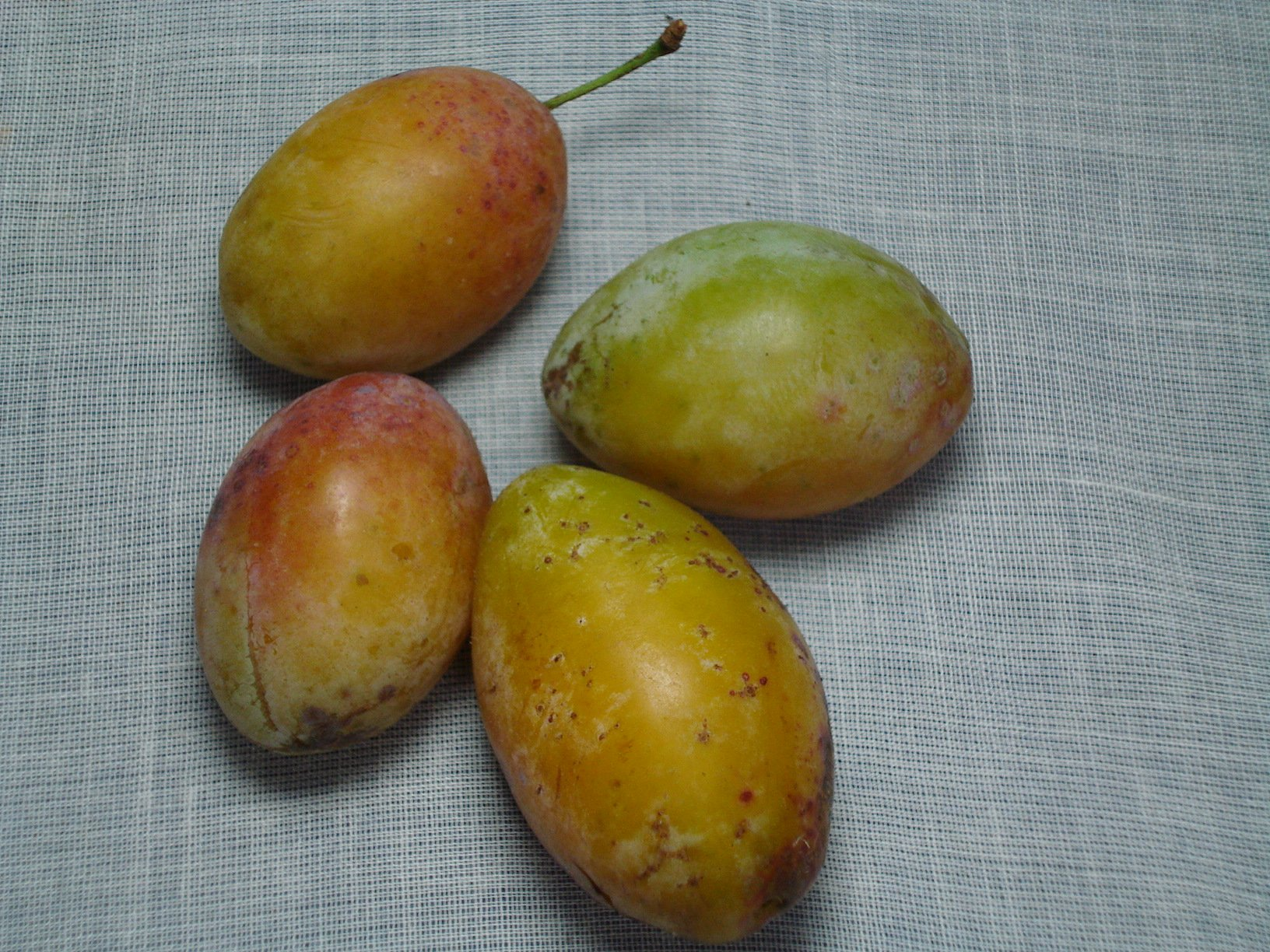
Feys gelbe Hauszwetschge

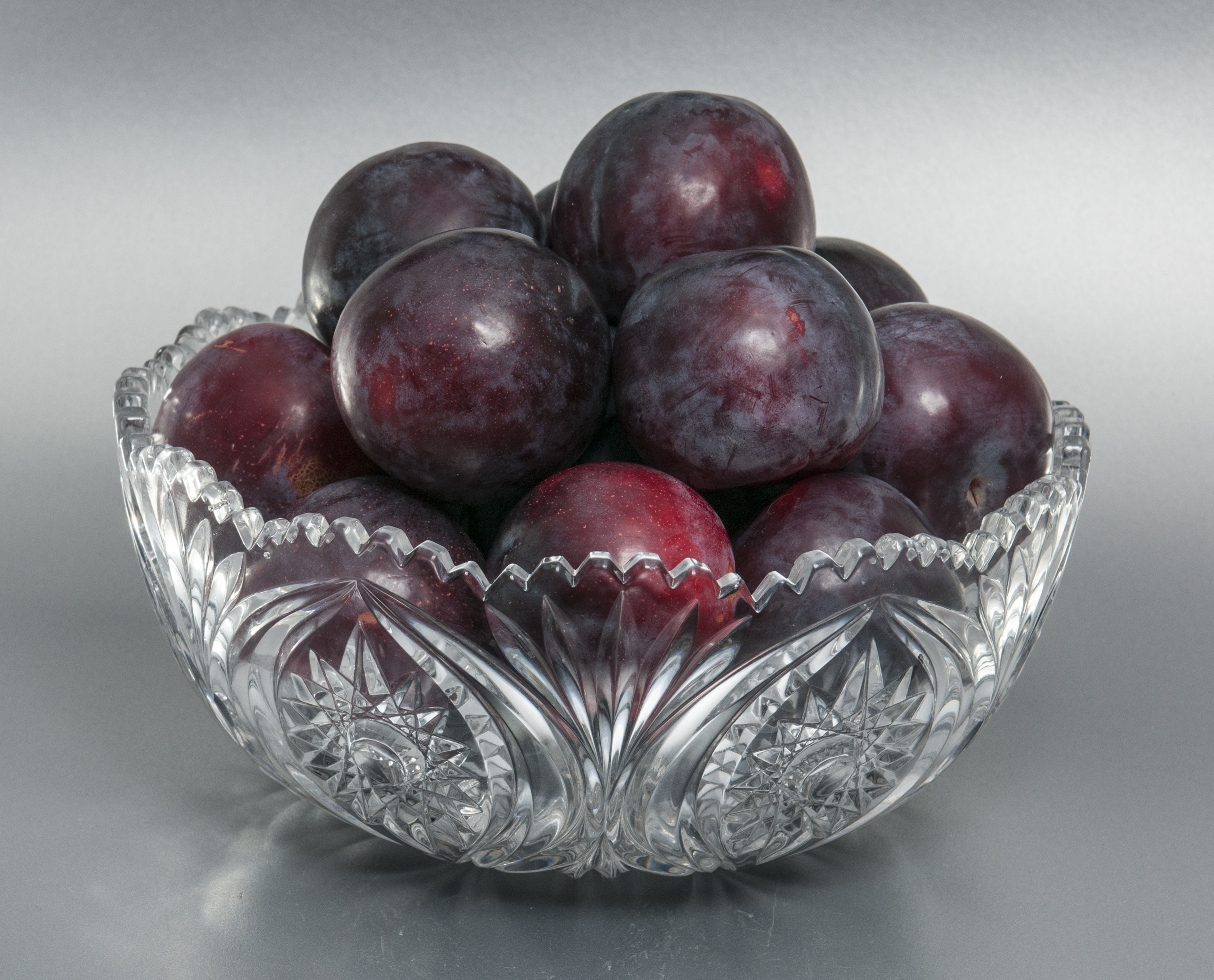
Pflaumen

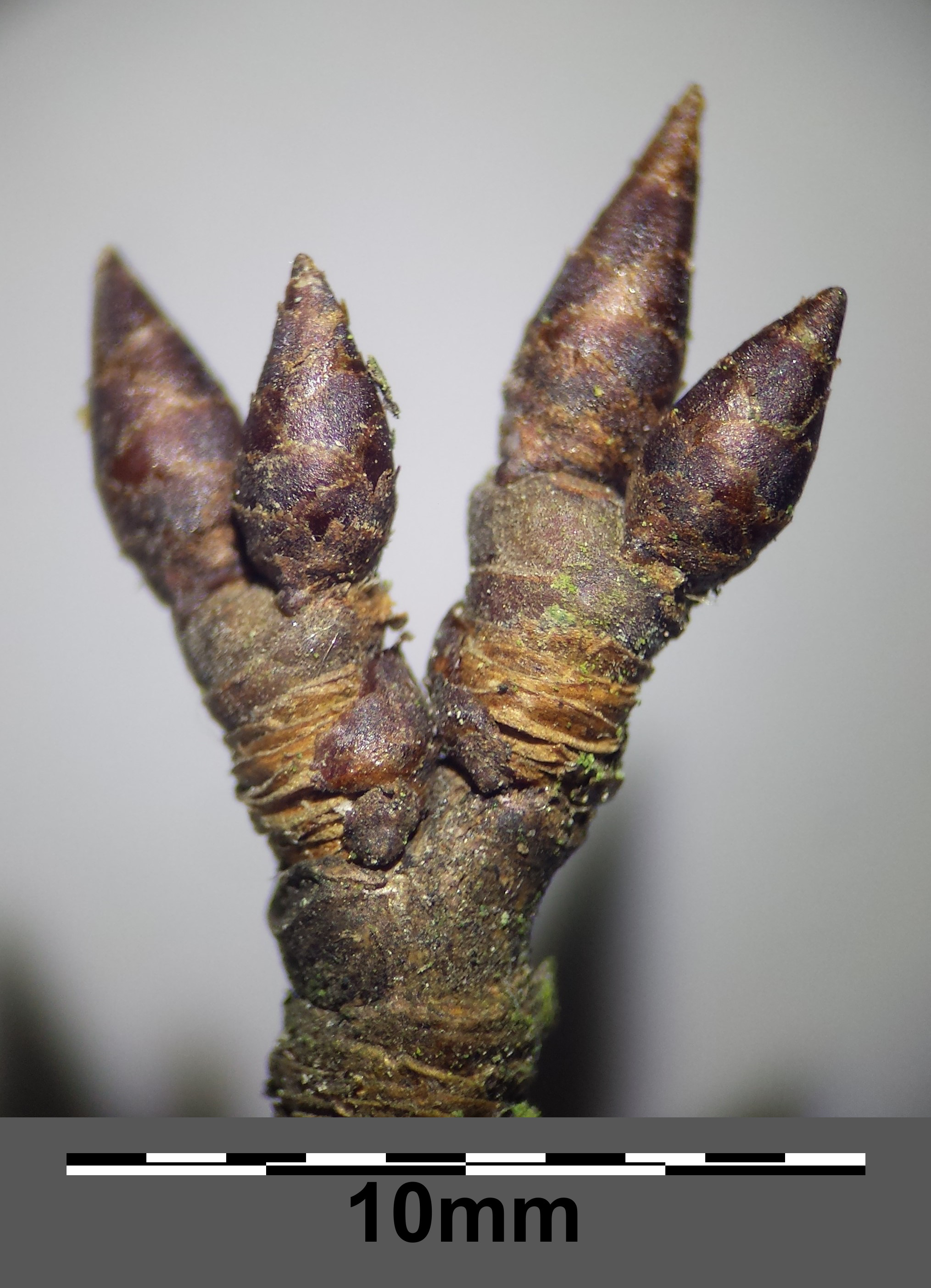
Kurztriebe mit Winterknospen

Die Pflaume oder Kultur-Pflaume (Prunus domestica) ist eine Pflanzenart aus der Gattung Prunus in der Familie der Rosengewächse (Rosaceae). Sie wurde als natürlich entstandener Artbastard von Schlehe (Prunus spinosa, tetraploid, 2n = 32) und Kirschpflaume, (Prunus cerasifera, diploid, 2n = 16) angesehen und wäre damit ein allohexaploider Additionsbastard. Neuere Studien legen allerdings eine Abstammung von di-, tetra- und hexaploiden Formen der Kirschpflaume nahe, wobei ein gewisser Anteil der Schlehe im Erbgut nicht ausgeschlossen werden kann.

## Beschreibung

### Vegetative Merkmale
Die Pflaume ist ein oft sparrig wachsender Strauch oder Baum, der Wuchshöhen bis 6 (selten bis 10) Meter erreicht. Die Rinde ist graubraun und beinahe glatt. Junge Zweige sind kahl oder weisen bis ins zweite Jahr eine Behaarung auf und sind unbewehrt oder verdornend. Die Langtriebe haben keine echte Endknospe. Die Knospen sind oft behaart und 4,5 bis 5 (selten ab 1,5) Millimeter lang. Blütenknospen sind nicht gehäuft am Zweigende zu finden, sondern mit Internodien auf den Kurztrieben. Die Laubblätter messen 3 bis 8 × 1,8 bis 5 Zentimeter, sind länglich-elliptisch, am Rand gekerbt bis gesägt, auf der Oberseite stumpfgrün gefärbt und auf beiden meist kahl. In der Knospenlage sind die Blätter gerollt. Der Blattstiel ist 1,5 bis 2,5 Zentimeter lang und besitzt ein bis zwei kleine Drüsen oder keine.

### Generative Merkmale
Die Blütezeit reicht von April bis Mai. Je zwei bis drei Blüten stehen in einem sitzenden doldigen Blütenstand zusammen und erscheinen mit den Blättern oder kurz vor ihnen. Der abstehende Blütenstiel ist 0,5 bis 2 Zentimeter lang und kahl oder zart behaart. Die zwittrigen Blüten sind bei einem Durchmesser von 2 bis 4 Zentimetern radiärsymmetrisch und fünfzählig mit doppelter Blütenhülle. Die fünf Kelchblätter sind vollständig oder zum Teil behaart und rundlich bis länglich. Die fünf Kronblätter sind 0,7 bis 1,2 Zentimeter lang, elliptisch, ganzrandig und reinweiß, grünlichweiß oder gelblichgrün. Die meist 20 Staubblätter sind in der Regel geringfügig kürzer als die Kronblätter. Die Staubbeutel sind gelb.

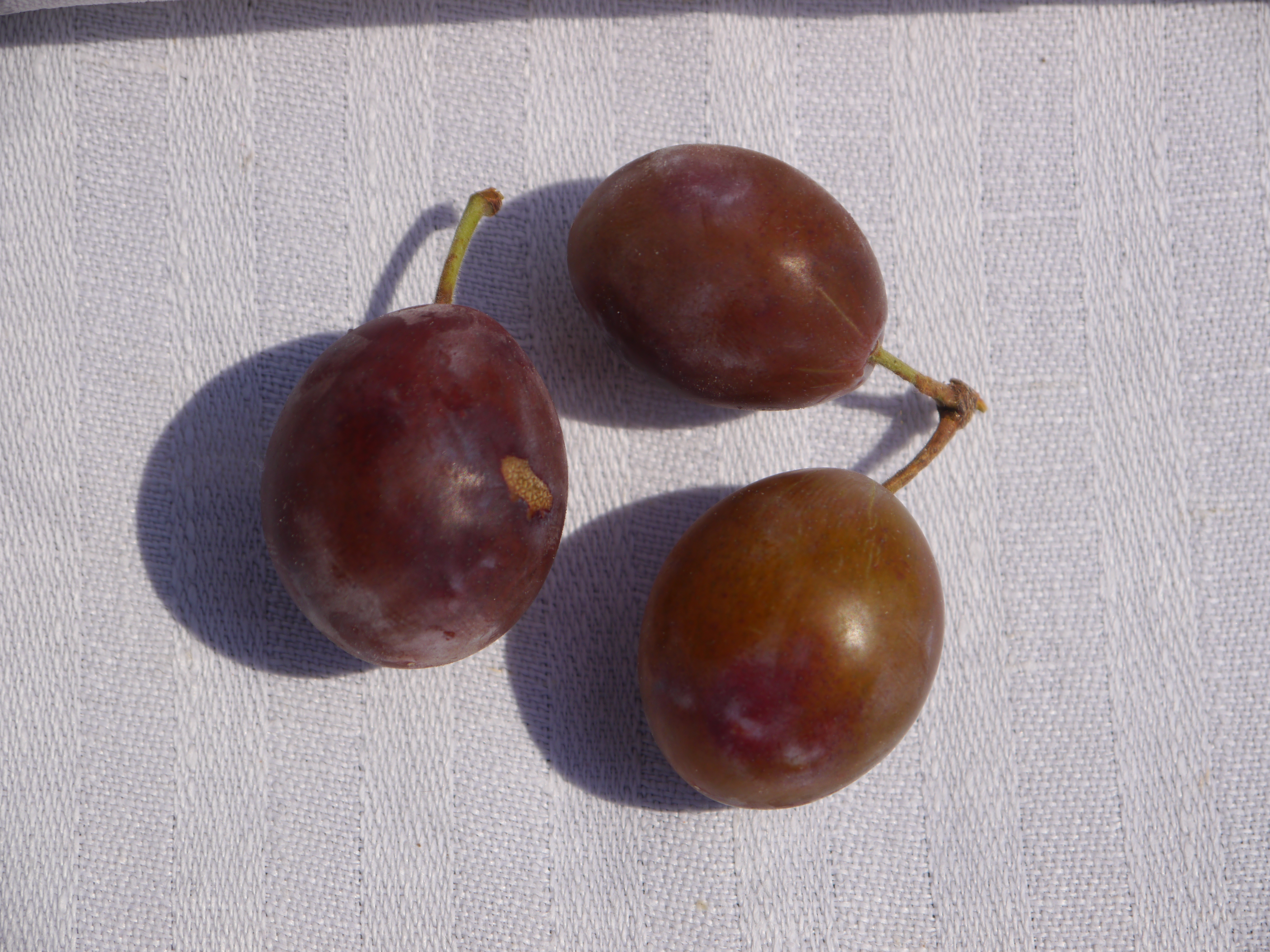
Kleine blaue Pflaume

Die Gestalt der Steinfrüchte variiert in Größe, Form und Farbe stark mit der Sorte. So kommt zwischen schwarz, blauschwarz, blau, blaurot, violett, purpurrot, rot, gelb und gelbgrün eine große Variantenbreite von Farben vor. Die Früchte sind allerdings meist bereift, zwischen 1 und 8 Zentimeter lang, kugelig bis länglich-eiförmig, gefurcht und hängend. Das Fruchtfleisch schmeckt süß bis herb und ist saftig. Der Steinkern ist über 13 Millimeter lang, kugelig bis ellipsoid, gekielt, mehr oder weniger abgeflacht und glatt bis höckerig. An der Rückenfurche sind meist Kammstriche vorhanden. Das Fruchtfleisch löst sich leicht vom Kern oder haftet fest. Der Samen schmeckt meist bitter.
Die Chromosomenzahl beträgt 2n = 48 (16).

## Ökologie
Die Pflaume besitzt, im Gegensatz zu vielen Vertretern der Gattung Prunus, keine extrafloralen Nektarien.
Die Fruchtknoten sind nicht selten von dem Mikropilz Taphrina pruni infiziert, wodurch hohle Früchte entstehen, die sogenannten Narrentaschen.
Die Steinfrüchte sind durch Anthocyane gefärbt und haben einen Wachsüberzug.

## Systematik

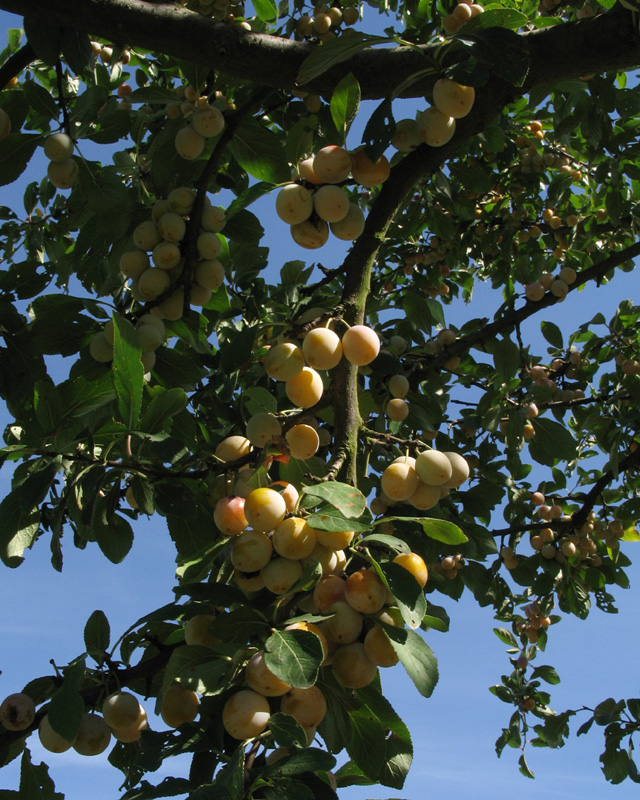
Mirabellenanbau in Rheinhessen

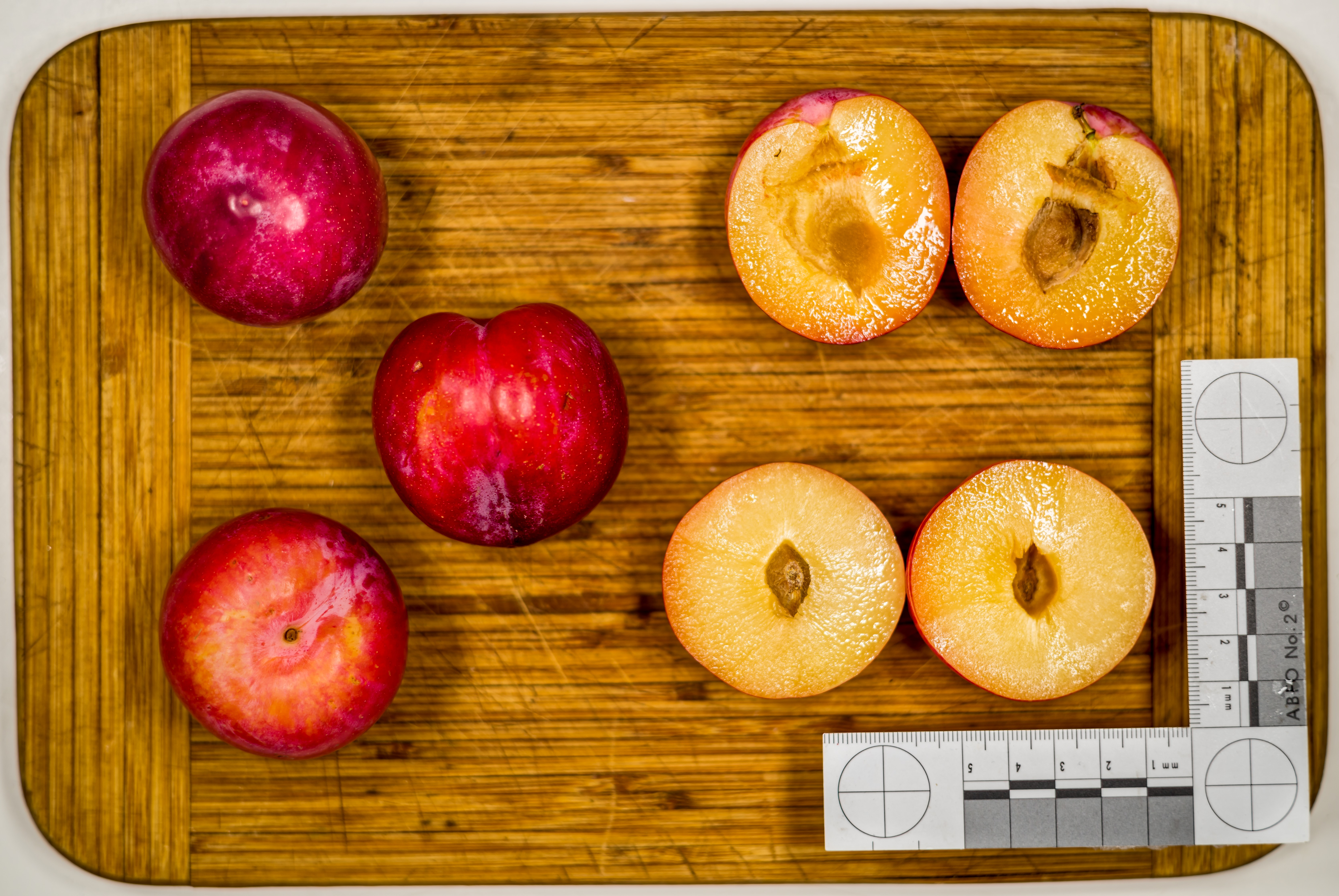
Bilder der Frucht

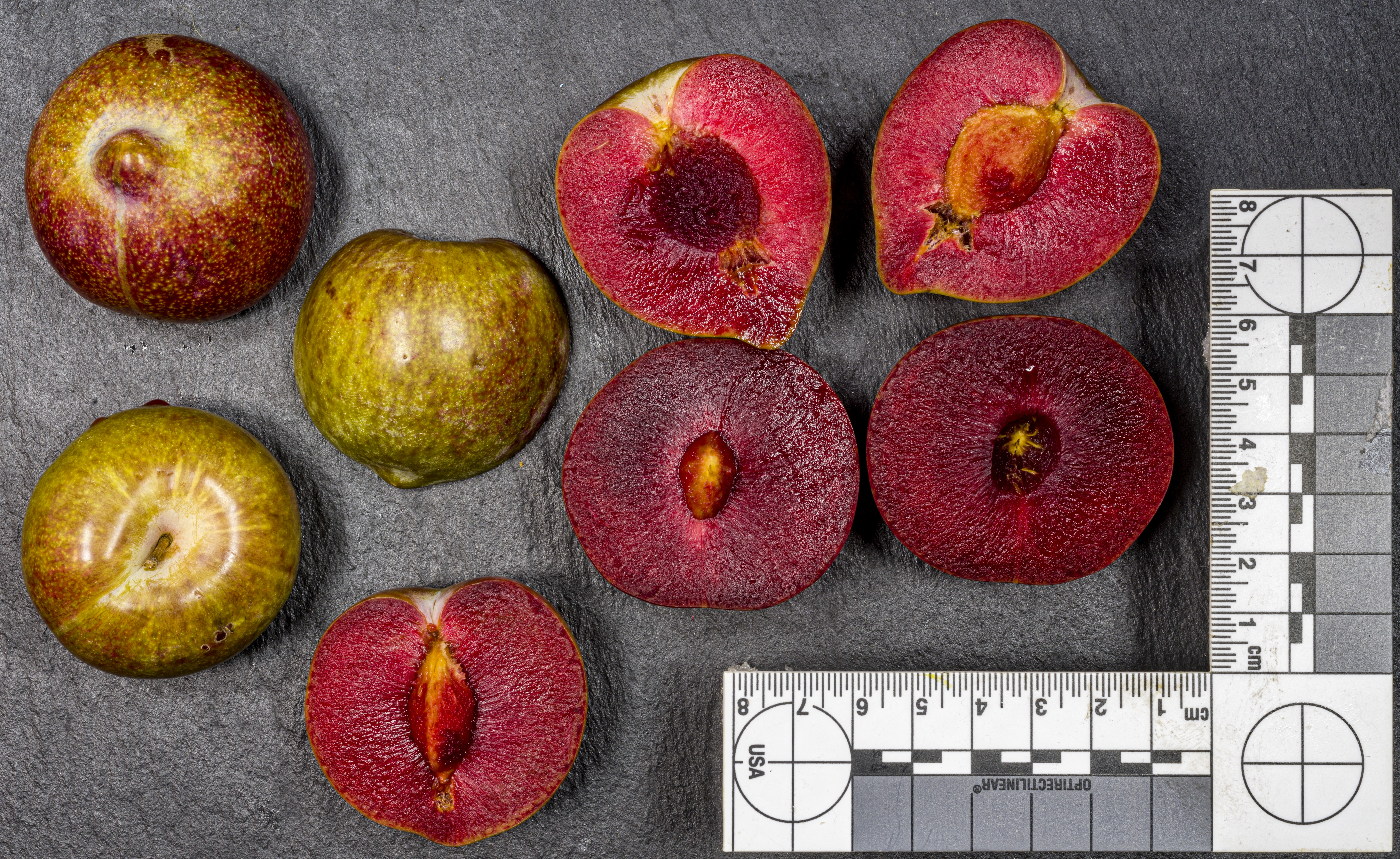
Sorte Green-Red, grüne Schale, rotes Fruchtfleisch, hoher Zuckergehalt

Die Erstveröffentlichung von Prunus domestica erfolgte 1753 durch Carl von Linné. Über den Ursprung der Pflaume gibt es bisher nur Spekulationen, genauere Untersuchungen fehlen.
Hildemar Scholz und Ilse Scholz unterscheiden in Band IV, Teil 2B der Illustrierten Flora von Mitteleuropa von 1995 folgende sieben Unterarten:
- Zwetschge (Prunus domestica subsp. domestica)
- Kriechen-Pflaume oder Hafer-Pflaume (Prunus domestica subsp. insititia (L.) C.K.Schneid.)
- Halbzwetsche (Prunus domestica subsp. intermedia)
- Edel-Pflaume (Prunus domestica subsp. italica (Borkh.) Gams ex Hegi)
- Spilling (Prunus domestica subsp. pomariorum)
- Ziparte (Prunus domestica subsp. prisca)
- Mirabelle (Prunus domestica subsp. syriaca (Borkh.) Janch. ex Mansf.)

In der 1. Auflage der Exkursionsflora von Österreich werden noch weitere Unterarten angegeben, „den Veröffentlichungen von H. L. Werneck ... (mühsam) entnommen, die glaubhaft darlegen, dass die Gestalt des Steins wesentlich bedeutsamer ist als die Farbe der Frucht(Haut)“:
- Pfluder (Prunus domestica subsp. ovalis)
- Rundpflaume/Ringlotte (Prunus domestica subsp. italica (Borkh.) Gams ex Hegi)
- Bidling, Eierpflaume (Prunus domestica subsp. praecox)
- Pemsen (Prunus domestica subsp. versicolor)
- Zwispitz (Prunus domestica subsp. bisacuminata)

In den neueren Auflagen von 2005 und auch von 2008 wird auf einen Schlüssel zur Unterscheidung der Unterarten verzichtet, da „Taxonomie infolge des Fehlens einer sorgfältigen u. wissenschaftlichen Bearbeitung unbefriedigend“. Es wird zwar angemerkt, dass Udelgard Körber-Grohne eine Unterscheidung ähnlich der obigen trifft, allerdings „leider ohne ausreichende Angabe der Unterschiede, auch fehlt ein das konfuse Wirrwarr klärender Schlüssel“.

## Geschichte
Schon vor etwa 2000 Jahren dichtete der Römer Marcus Valerius Martial: „Nimm Pflaumen für des Alters morsche Last, denn sie pflegen zu lösen den hartgespannten Bauch.“ Lateinisch heißt die Frucht der Pflaume Prunum (Mehrzahl Pruna).
Die Pflaumen wurden vermutlich durch Alexander den Großen nach seinen Kriegszügen mit in die Heimat gebracht. Als Zentrum des Pflaumenhandels etablierte sich Damaskus, und beim Begriff „Zwetschge“ könnte es sich um die Entlehnung und nachfolgende Angleichung von „Damaszener“ handeln, wie Sprachforscher vermuten. (Die Pflaume wurde lateinisch mit Prunus domestica und Prunus damascena bezeichnet.) Dass Pflaumen und Zwetschgen systematisch in Mitteleuropa angebaut wurden, soll das Verdienst Karls des Großen gewesen sein.

## Anbau

### Deutschland
Etwa 71 Prozent der Erntemenge von Pflaumen in Deutschland stammen aus Baden-Württemberg und Rheinland-Pfalz, insbesondere aus der Oberrheinischen Tiefebene.

### Weltproduktion

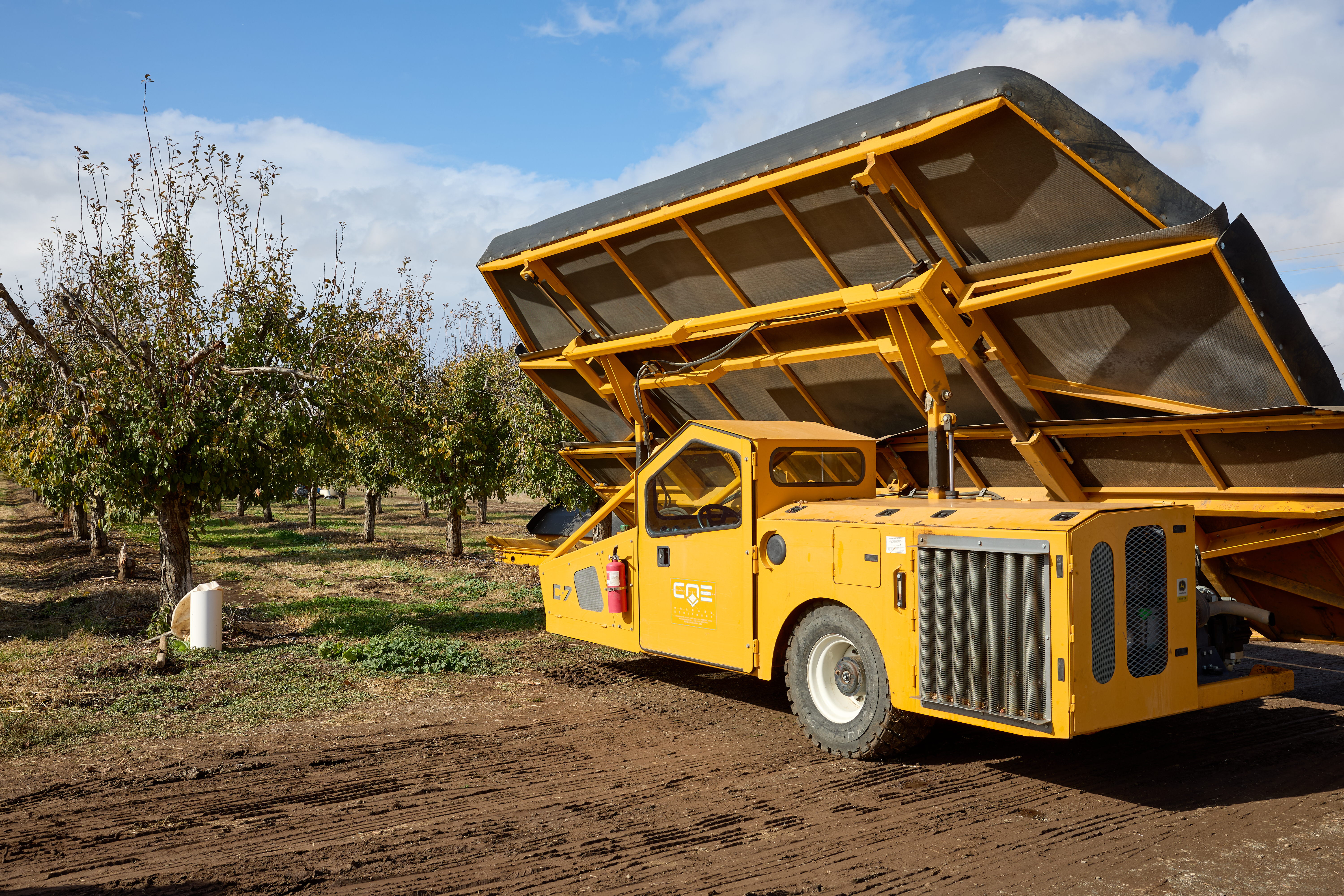
Baumrüttler für die Pflaumenernte in Butte County, Kalifornien

2022 betrug die Welternte 12,4 Millionen Tonnen. Das Land mit der größten Pflaumenproduktion der Welt war China, das 54,5 % der weltweiten Ernte produzierte. Die zehn größten Produktionsländer brachten zusammen etwa 80,7 % der Welternte ein.
Die zehn größten Pflaumen-Produzenten waren 2022:
| Rang | Produktionsland         | Menge in t |
| ---- | ----------------------- | ---------- |
| 1    | Volksrepublik China     | 6.752.221  |
| 2    | Rumänien                | 665.730    |
| 3    | Serbien                 | 488.593    |
| 4    | Chile                   | 424.887    |
| 5    | Türkei                  | 348.750    |
| 6    | Iran                    | 332.231    |
| 7    | Bosnien und Herzegowina | 306.880    |
| 8    | Vereinigte Staaten      | 279.500    |
| 9    | Russland                | 212.300    |
| 10   | Italien                 | 187.350    |
|      | Summe Top Ten           | 9.998.443  |
|      | restliche Länder        | 2.393.024  |

## Pflaumenholz

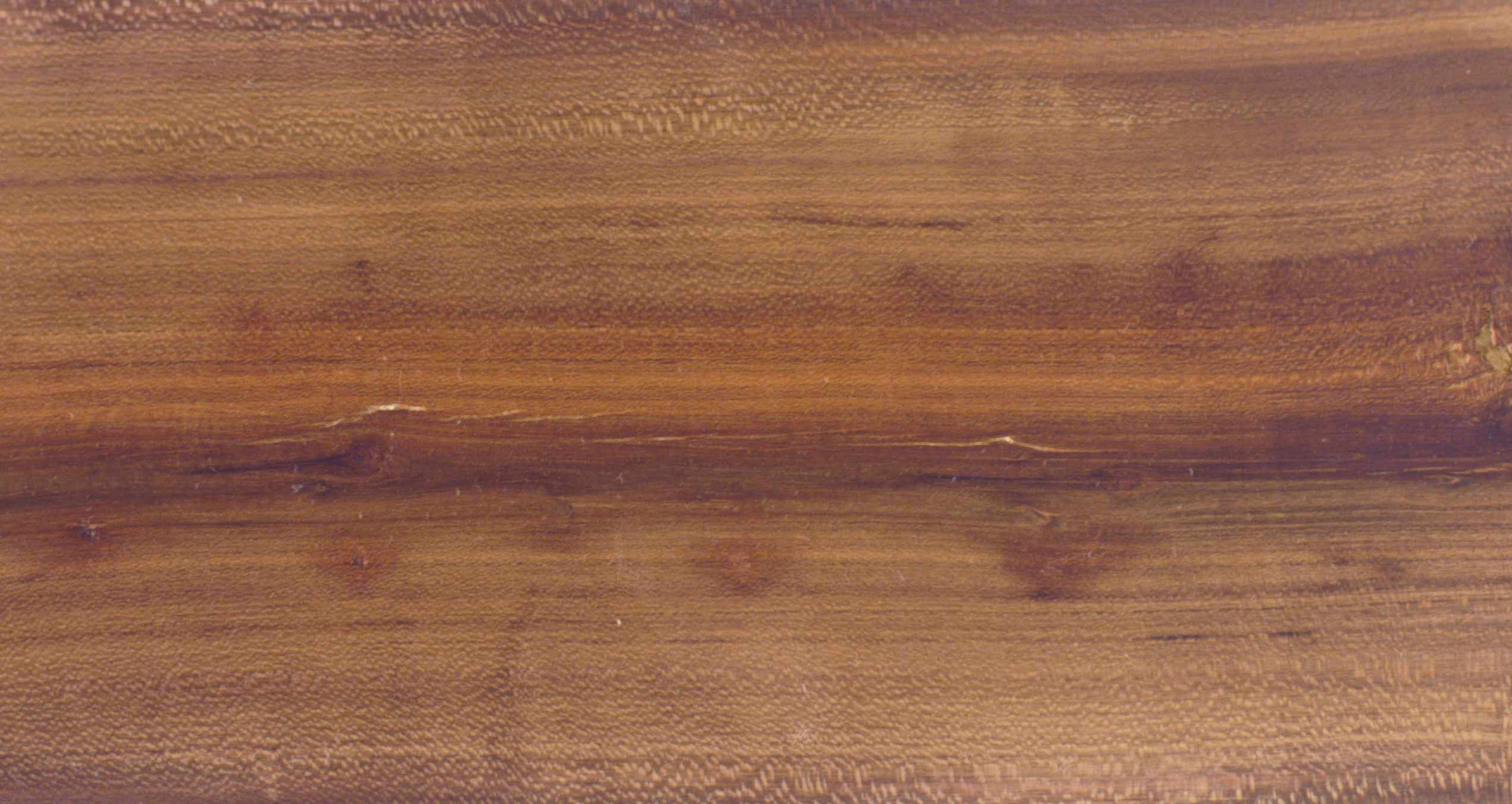
Pflaumenholz (leicht geschliffen und geölt)

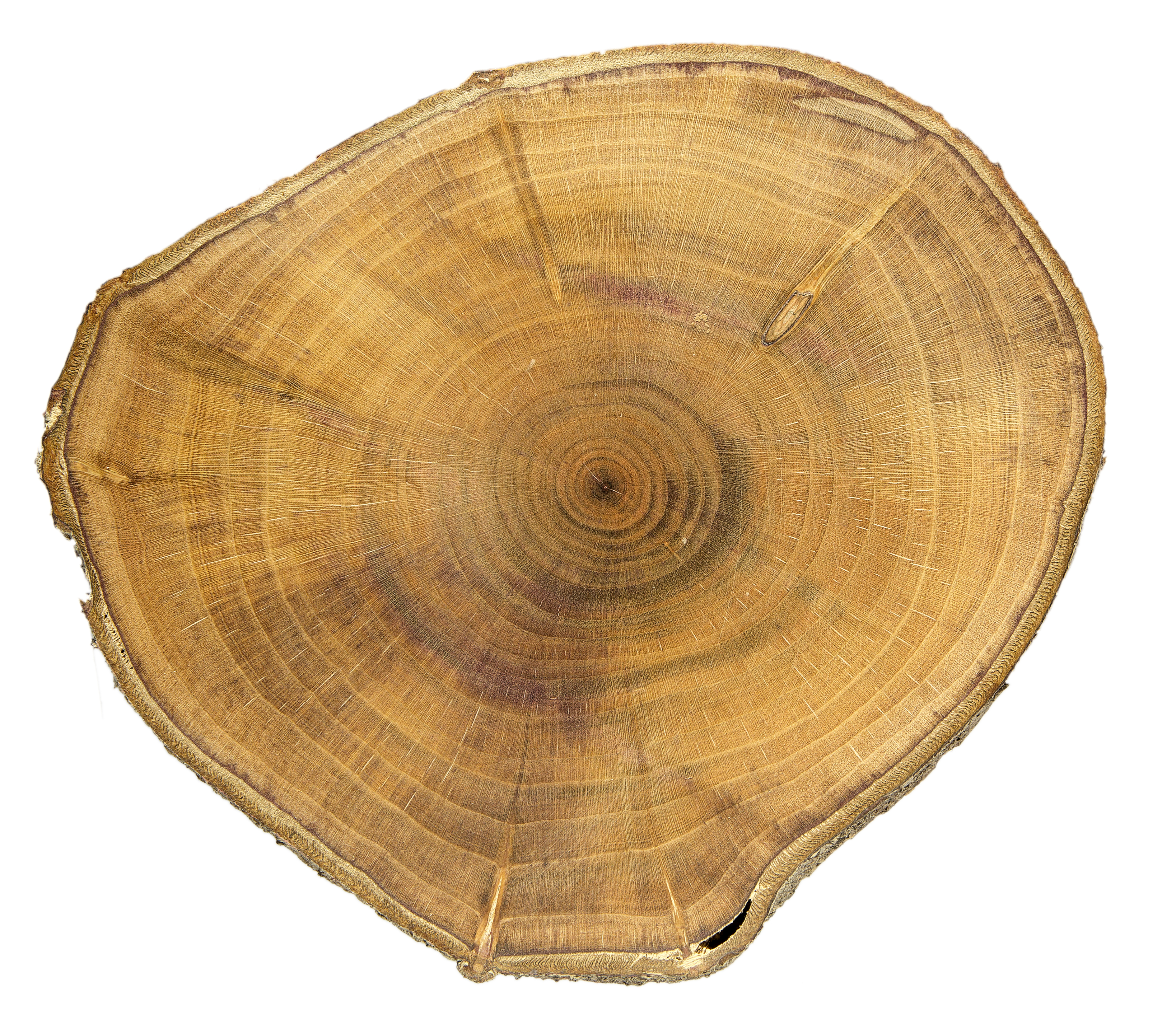
Querschnitt durch einen Stamm

Pflaumenholz wird nur extensiv wirtschaftlich genutzt. Das Holz von Pflaumenbäumen ist hart, dicht und feinporig mit einer Darrdichte von 750 kg/m³. Es besitzt eine gleichmäßige Struktur mit einem nach dem Anschnitt auffälligen Farbspektrum. Das Splintholz ist hell, während das Kernholz rote und violette Töne zeigt. Unter UV-Einwirkung dunkelt das Holz jedoch nach und wird mit der Zeit dunkelbraun mit nur noch schwach erkennbarer Maserung. Aufgrund des geringen Stammdurchmessers der Bäume wird das Holz beim Schreinern, Schnitzen und Drechseln überwiegend für kleinere Werkstücke, Musikinstrumente und dekorative Elemente verwendet, seltener als Furnier oder Möbelholz. Ebenso wie andere Obsthölzer wird Pflaumenholz wegen des guten Heizwerts auch als Brennholz verwendet.

## Schädlinge
Der Pflaumenwickler ist ein bedeutender Schädling, dessen Befall zu einem erheblichen Ernteausfall führen kann.